# Разрушение (фильм)
«Разрушение» (англ. Demolition) — американский художественный фильм в жанре драмы режиссёра Жан-Марка Валле, вышедший на экраны в 2015 году. Фильм открытия 40-го Международного кинофестиваля в Торонто.
«Разрушение» был последним художественным фильмом Жан-Марка Валле перед его смертью 25 декабря 2021 году в возрасте 58 лет.

## Сюжет
Успешный финансист Дэвис не испытывает никаких эмоций от смерти своей жены. После неудачной попытки купить конфеты в торговом автомате он пишет несколько жалоб в компанию, отвечающую за их исправность, в которых, помимо прочего, рассказывает о своей жизни. Письма привлекают внимание работницы клиентской службы компании Карен, и у них завязывается дружба.

## В ролях
- Джейк Джилленхол — Дэвис Митчелл
- Наоми Уоттс — Карен Морено
- Крис Купер — Фил
- Джуда Льюис — Крис
- Си-Джей Уилсон — Карл
- Полли Дрейпер — Марго
- Малаки Клири — отец Дэвиса
- Дебра Монк — мама Дэвиса
- Хезер Линд — Джулия
- Ройс Джонсон — охранник Марти

## Восприятие
Фильм получил смешанные отзывы кинокритиков. На сайте Rotten Tomatoes фильм имеет рейтинг 53 % на основании 171 рецензии со средним баллом 5,8 из 10. На сайте Metacritic на основании 42 рецензий фильм получил оценку 49 из 100, что соответствует статусу «смешанные или средние отзывы».